# Edificio energía cero

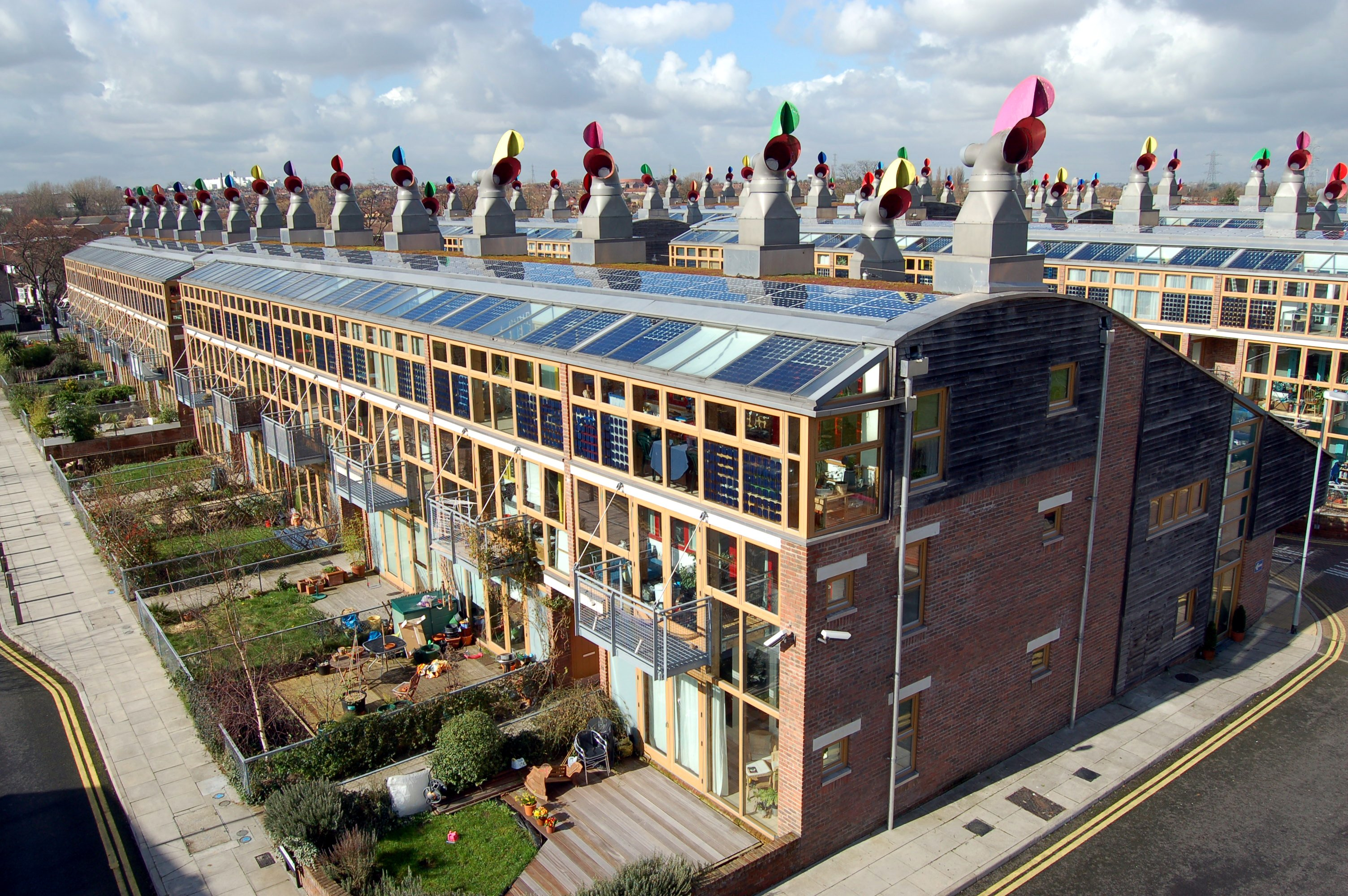
Edificios de energía cero del proyecto Beddington Zero Energy Development (BedZED) en Sutton (Londres, Reino Unido).

Un edificio energía cero (EEC) o edificio energía neta cero es un término aplicado a edificios con un consumo de energía neta cercana a cero en un año típico. En otras palabras, la energía proviene del propio edificio mediante fuentes de energías renovables que deberá ser igual a la energía demandada por el edificio.
Demanda de energía = generación de energía.
Un edificio que se acerque a un uso de la energía próximo a cero se denomina edificio de energía casi nula (EECN, en inglés: nZEB) o edificio energía ultra-baja. Los que producen un exceso de energía se conocen como edificios energía plus.

## Antecedentes y características generales
Los edificios de demanda de energía cercana a cero no son contemporáneos. Aunque las primeras experiencias se realizaron a mediados del siglo XX por los pioneros de la Arquitectura solar no fue hasta 1977 que Esbensen y Korsgaard construyen en Dinamarca una casa y acuñan la expresión Zero Energy House.
Aunque los edificios energía cero siguen siendo infrecuentes en los países desarrollados, están ganando en importancia y popularidad. La proximidad de hacer masivos los edificios energía cero implica una solución potencial a una gama de problemas sociales y ambientales, incluyendo la reducción de las emisiones de CO2, la reducción de dependencia de la energía fósil para el funcionamiento de los sistemas de climatización, las importaciones de petróleo y derivados, y el uso racional de combustible fósil para otros usos mejorando los problemas de abastecimiento en un escenario de crisis energética, precios crecientes y agotamiento del recurso fósil.

## Generación de energía

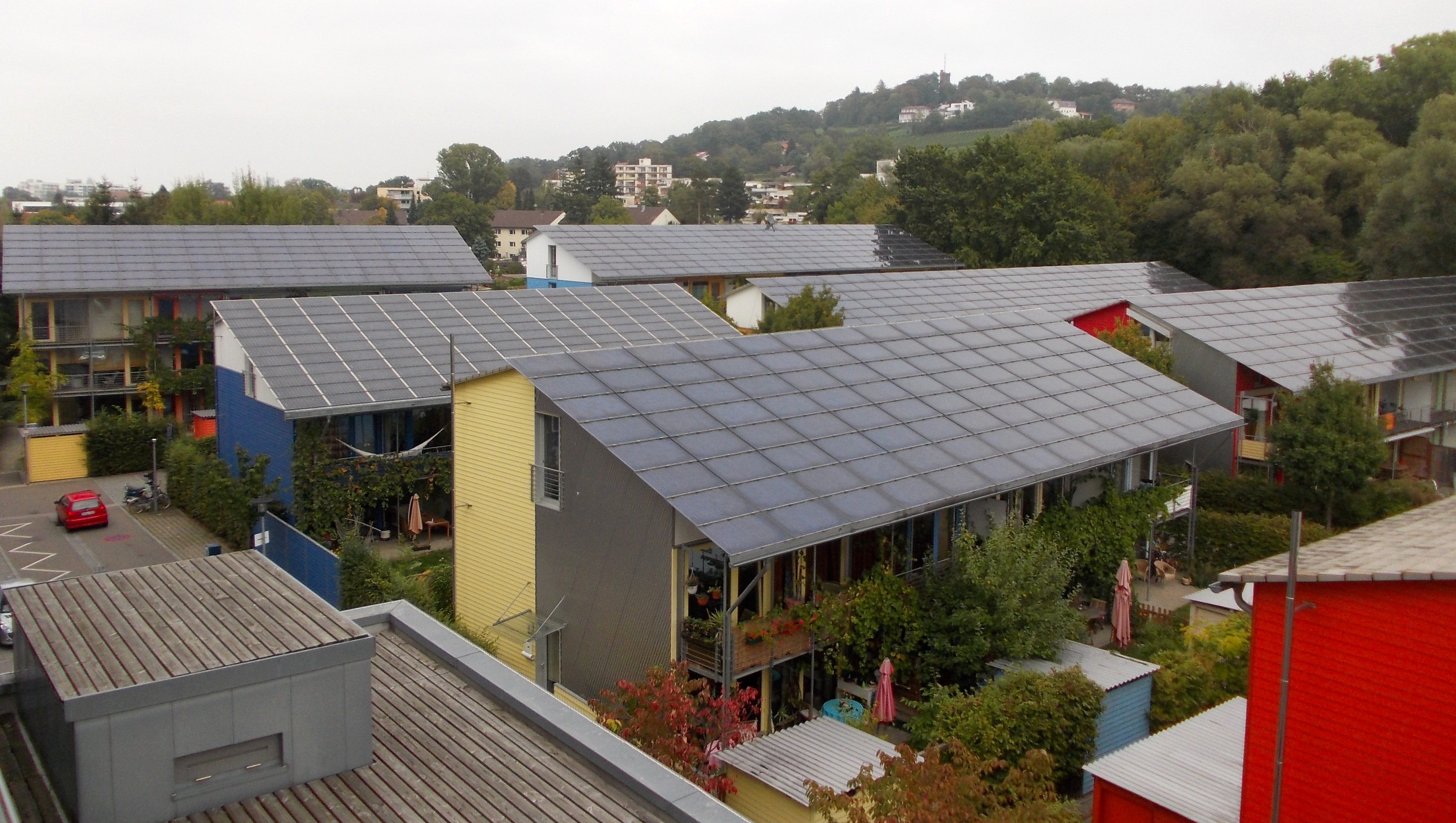
Viviendas sostenibles alimentadas mediante energía solar fotovoltaica en el barrio ecológico Solarsiedlung, en Vauban (Friburgo, Alemania).

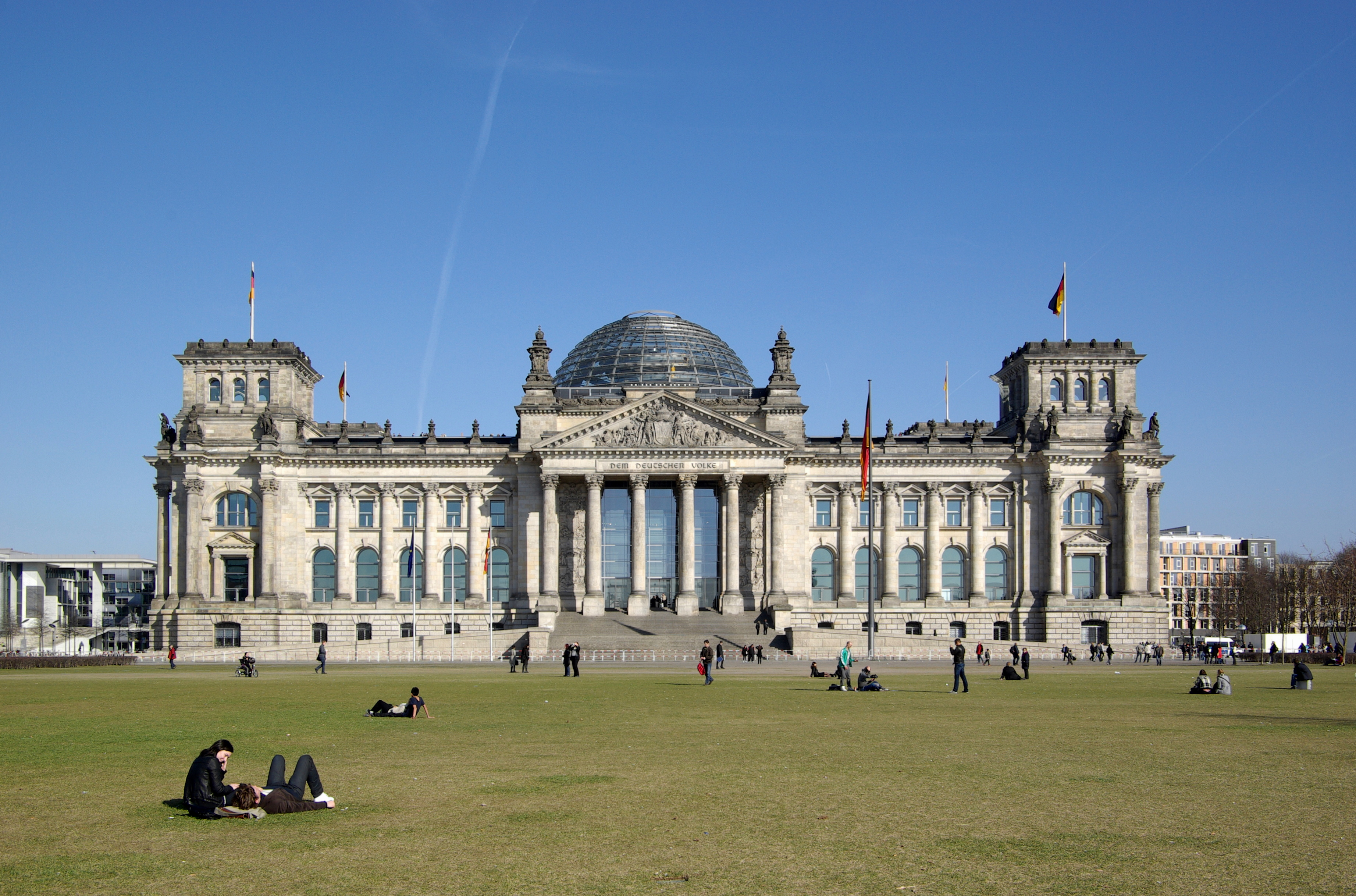
El Reichstag en Berlín tras su restauración por Norman Foster en 1999.

En el caso de casas individuales, se pueden utilizar varias tecnologías de microgeneración para proporcionar calor y electricidad al edificio.
- Electricidad: mediante celdas solares (fotovoltaicos), aerogeneradores (energía eólica)y celdas de combustible (hidrógeno).
- Calor: mediante biocombustibles, biomasa, colectores solares térmicos (agua caliente, aire caliente, vapor a baja presión), acumulación en la masa térmica del edificio, muros de agua y muros Trombe-Michel, entre otras estrategias térmicas del arsenal bioclimático, sintetizados en la casa pasiva. Con estas técnicas puede brindarse calefacción, refrescamiento y hasta refrigeración a los ambientes de la casa o edificio. Entre los desarrollos más recientes se encuentra la Calefacción geotérmica o la acumulación de calor freática por la cual se hacen pozos a profundidades entre 40 y 70 m de aproximadamente 30 cm de diámetro por el cual se hace recircular el agua de los sistemas de climatización tipo fan coil o piso radiante. Así el calor del verano se acumula para ser usado en invierno y viceversa. El ejemplo más notorio es el edificio del Parlamento Alemán en Berlín del arquitecto Norman Foster.
- Fluctuaciones en la demanda: Para hacer frente a fluctuaciones en la demanda de calor o energía eléctrica, los edificios de energía cero, usualmente están conectados a la red y poseen medidores de doble vía. De esta manera exportan electricidad durante el día y la importan durante la noche. La gran ventaja es evitar los altos costos de las baterías estacionarias y su mantenimiento para acumular la electricidad. Se requiere de legislación específica y una política de subsidios para implementarlo. Es muy difícil en países donde los servicios son privados y el poder del estado débil. Otra posibilidad es que los edificios sean completamente autónomos (no conectados a la red), pero los costos iniciales son muy superiores y difícilmente amortizables sin subsidios.

Barrios o conjuntos habitacionales energía cero son factibles como por ejemplo BedZED construido en Inglaterra y varios ejemplos en Alemania. En estos casos se utiliza el concepto de generación distribuida junto con calefacción de distrito. Hay ejemplos recientes de construcción de ciudades enteras cero energía como el caso de Dongtan cerca de Shanghái en China. En Japón se han equipado sectores urbanos con calefacción y refrigeración distrital distribuyendo agua caliente y agua fría como un servicio público más.

## Diseño y construcción

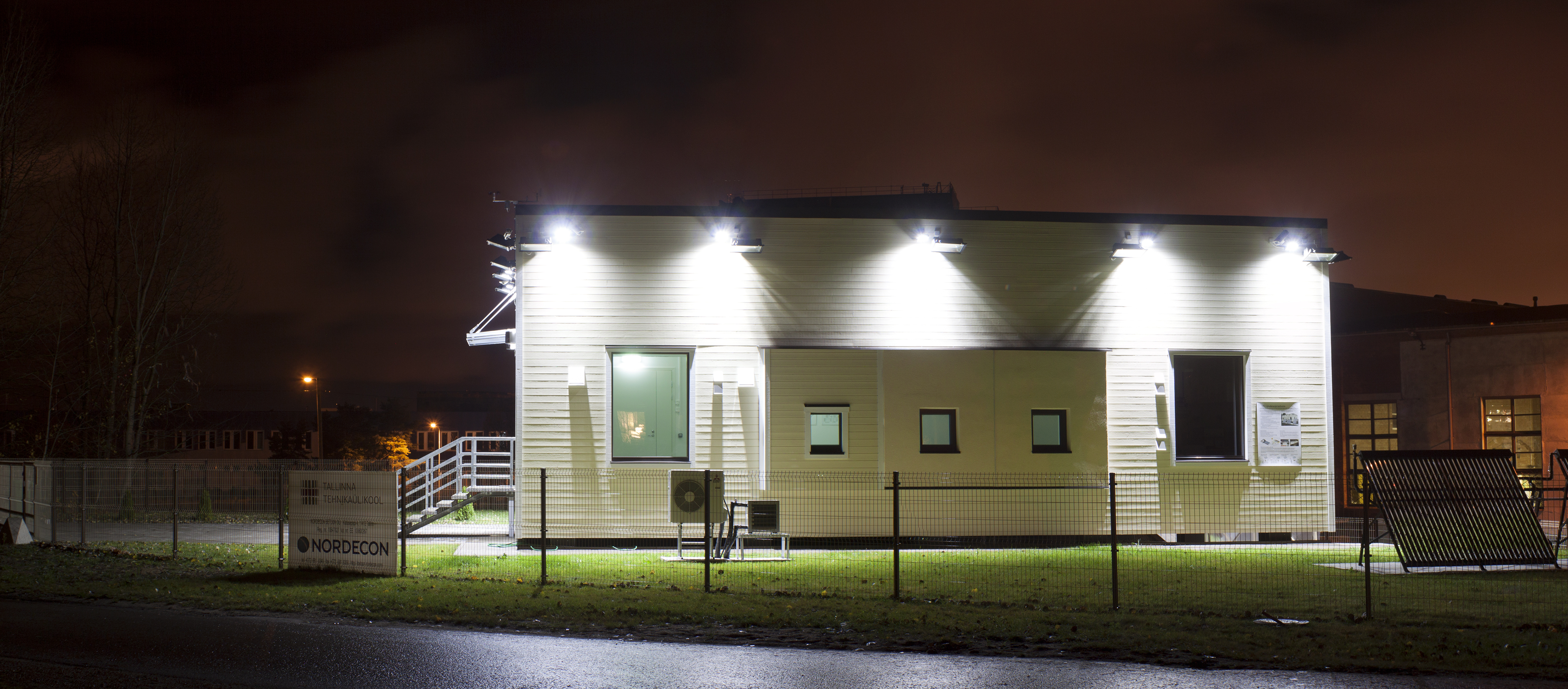
Edificio de pruebas de energía cero en Tallin, Estonia. Universidad Tecnológica de Tallin.

Para alcanzar un uso mínimo de la energía, el diseño y la construcción de los edificios energía cero se diferencian significativamente en su imagen formal de los edificios convencionales. En los edificios de diseño convencional el énfasis está normalmente en la reducción del costo de construcción inicial al mínimo. Los diseñadores no consideran los costos de mantenimiento, funcionamiento, climatización, análisis del ciclo de vida de la energía; contentándose con cumplir al límite lo establecido en los códigos de edificación del lugar.
En la postura EEC cada decisión sobre la selección importante de cada subsistema, se evalúa en términos de sus consecuencias futuras respecto de su demanda energética, para lo cual se utiliza la técnica de análisis energético del ciclo de vida. Los diseñadores de EEC admiten un aumento del costo inicial de construcción si con esto logran reducir la demanda energética y los gastos de funcionamiento. Un postulado para el diseño de un EEC es primero la energía.
Además de usar energías renovables, los edificios energía cero también se diseñan para hacer uso de la energía ganada de otras fuentes, incluyendo electrodomésticos, iluminación eficiente y aprovechamiento del calor metabólico (personas). Los edificios se optimizan para aprovechar la energía del sol (casa pasiva), uso de la masa térmica con el fin de mantener constante la temperatura interior independientemente de las variaciones externas de temperatura, elevando además la temperatura media interior en varios grados con el fin de alcanzar el confort higrotérmico con la ayuda del aislamiento térmico o el superaislamiento. En la actualidad existe todo el conocimiento y tecnología madura para construir un EEC.
Los diseñadores utilizan típicamente herramientas sofisticadas de simulación numérica que permiten considerar una amplia gama de variables de diseño tales como orientación del edificio (respecto del sol), el tipo y ubicación de ventanas, las sombras proyectadas por otros edificios o por el propio edificio sobre sí mismo, la profundidad del vidriado respecto de la superficie exterior de muros, los valores del aislamiento térmico en casa subsistema, contenido de calor sensible y calor latente del aire, la eficiencia de la calefacción, la iluminación y otros equipamientos así como el clima local. Estas simulaciones ayudan a los diseñadores a saber como se comportará el edificio antes de que se construya, y les permitirá modelar las implicaciones financieras y costos de construcción.
El arquitecto proyectista o estudio de arquitectura usualmente contrata a un consultor ambiental o bioclimático para que lo asesore y de las pautas iniciales de diseño que luego se irán ajustando en la etapa de anteproyecto y proyecto. Usualmente el consultor ambiental está formado por un equipo interdisciplinario o transdisciplinario en el que participan arquitectos, ingenieros, físicos, diseñadores industriales y tecnólogos. Esto en función de la magnitud y complejidad del edificio.

## El debate generación de energía vs conservación de energía
Una de las áreas claves del debate respecto a los edificios energía cero es sobre el balance entre conservación de energía y el uso de energías renovables.
La mayoría de los diseñadores de edificios energía cero tiene la postura de que no alcanza con "consumir más es igual a generar más", sino todo lo contrario. El edificio en su concepción, construcción y funcionamiento debe demandar la mínima cantidad de energía, y esta demanda mínima debe ser cubierta por las energías renovables. Esto nos lleva a pensar en lo postulado por la casa pasiva junto a un edificio energéticamente eficiente. Esto por otra parte implica superar largamente los estándares propuestos por las normas y códigos de edificación de la mayoría de los países que cuentan con dichos instrumentos de regulación de la calidad energética de la construcción.
Sin embargo, mientras se reconoce que la conservación de energía es una pieza importante en el juego, otra buena parte de los diseñadores considera que esto es de una importancia menor, y valoriza en mayor grado las técnicas “activas” (energía solar fotovoltaica, energía eólica, etc.) para compensar la energía o el déficit de calor.

## El debate de los edificios energía cero
Existe un debate sobre el concepto de edificio "energía cero" entre ambientalistas, académicos y el mercado. Los primeros encuentran que muchos de los casos construidos y difundidos no tienen en cuenta la tasa de retorno energético (TRE) a la hora de evaluar el impacto ambiental del edificio. Esto significa que lo que se pretende es que el edificio no consuma energía durante su periodo de utilización. Mientras muchos edificios construidos y publicados solamente contemplan el gasto energético en el ciclo de funcionamiento y operación del edificio, otros, en particular los que se sometieron a una certificación; contemplan en la ecuación el coste energético que supone implantar los sistemas necesarios para conseguirlo.
Debido a esto, algunos edificios de energía cero pueden caer en el discurso publicitario más que en el ahorro energético en el ciclo de vida integral.
Puede suceder que en algunos casos se entienda la definición de edificio energía cero de modo errado y un ejemplo sería que una persona que colocase un generador y doscientos barriles de petróleo en su casa, obtendría de forma automática un "edificio energía cero", ya que a lo largo de su periodo de uso no necesitaría consumir energía del exterior.
Si se tiene en cuenta que ese petróleo o carbón se emplea igualmente en la fabricación de paneles fotovoltaicos, baterías, depósitos, etc, y contabilizando además la energía utilizada en la obtención de los materiales necesarios para su producción (extracción minera, altos hornos, fundición del vidrio, transporte...), se comprende que el concepto de "energía cero", cuando se limita al uso diario del edificio, supone solo una parte de la ecuación, y que puede llevar a una aplicación equivocada.
Hay profesionales sin suficiente formación y conciencia ambiental que podrían utilizar el concepto de forma equivocada e implementar de forma masiva generadores solares térmicos y/o eléctricos y conseguir un edificio autosuficiente de las redes de servicios urbanos y aunque en principio resulte paradójico, no sean los más ecológicos. Esto debido a que se ven obligados a sobredimensionar las instalaciones de captación activa de energía, de tal manera que podrían no llegar nunca a amortizase.
Para ilustrar esto, se puede imaginar una vivienda que utilice paneles solares para calentarse. Si se pretende no depender de energía exterior (que no es lo que se hace regularmente), habrá que colocar suficientes paneles para calentar la vivienda incluso la semana más fría del año. Si se hace así, habrá paneles que solo ahorrarán energía una semana al año; la más fría. Por tanto, el coste energético y económico invertido en esos paneles nunca se va a recuperar. Desde una perspectiva el resultado óptimo se consigue asumiendo el apoyo de energías convencionales durante ese mes más frío, es decir, buscar "baja energía", en lugar de perseguir la "energía cero".
Estas apreciaciones en muchos casos son discursivas y no poseen sustento técnico ni científico, ya que en la situación actual del conocimiento del tema no se cuenta por una parte con información fidedigna del contenido energético de todos los materiales e insumos involucrados en una construcción de estas características. Para esto es necesario conocer exactamente el origen y emisiones de gases de efecto invernadero de cada material que ingresa a una obra. Habrá insumos que provengan de China, donde la matriz energética se centra en el carbón, otras que podrían provenir de Alemania o España con un constante crecimiento de las energías renovables. La fase de construcción y funcionamiento es posible de conocer y simular con bastante precisión, no así el contenido energético de cada material y la obra terminada. Menos aún el contenido de gases de efecto invernadero.
Es un conocimiento en desarrollo en el mundo en este momento y por esto la necesidad de relativizar esta discusión. Si se busca aseverar, cada actor en la polémica debe mostrar trabajos técnicos y científicos que avalen su postura a favor o en contra.

## Edificio de energía positiva
Un edificio de energía positiva produce más energía de la que gasta, empleando para ello tecnología de concentración solar fotovoltaica.